# Stéphane Guivarc'h
Stéphane Guivarc'h (Concarneau, 6 september, 1970) is een voormalig Frans betaald voetballer.

## Clubcarrière
Guivarc'h kwam uit voor onder meer En Avant de Guingamp, Stade Rennais en AJ Auxerre. In Engeland werd hij in 2007 in The Times verkozen tot een van de vijftig slechtste spelers (hij was 48e) die ooit in de Premier League rondliepen. Hij kwam daarin uit voor Newcastle United FC, maar raakte daar al snel op een zijspoor nadat trainer Kenny Dalglish plaats had moeten maken voor Ruud Gullit.
Guivarc'h werd nadien ook door The Daily Mail uitgeroepen tot de slechtste spits die ooit in de Premier League speelde. Een lezersonderzoek had dat uitgewezen. "Dat onderzoek van de Daily Mail interesseert me niks", zei hij later in het Franse blad 10 Sport. "Het is sowieso een krant van niks. Hoe kunnen ze dat nu beoordelen? Bij Newcastle stond ik maar twee keer in de basis en in totaal heb ik er maar vier wedstrijden gespeeld. En ik scoorde één keer, tegen Liverpool. Na twee duels werd Dalglish, die me had gehaald, ontslagen. Gullit kwam en zette me er meteen naast." Die laatste noemde hij in hetzelfde interview overigens "een toerist". "Hij liet alleen op woensdag en op de dag van de wedstrijd zijn gezicht zien. De rest van de week zat-ie thuis bij zijn vrouw in Nederland. Ik heb nooit een coach meegemaakt die zo weinig respect toonde."

## Interlandcarrière
Guivarc'h speelde 14 keer voor de nationale ploeg van Frankrijk, en scoorde één keer in de periode 1997–2002. Hij maakte zijn debuut onder leiding van bondscoach Aimé Jacquet op 11 oktober 1997 in de vriendschappelijke thuiswedstrijd tegen Zuid-Afrika (2-1) in Lens, net als doelman Lionel Letizi, middenvelder Alain Boghossian en aanvaller Thierry Henry. Hij nam in dat duel de gelijkmaker (1-1) voor zijn rekening. Guivarc'h won een jaar later met Les Bleus het WK voetbal 1998 in eigen land.

## Erelijst
Als speler
 Auxerre
- Division 1: 1995/96

 Rangers
- Scottish Premier League: 1998/99
- Scottish League Cup: 1997/98

 Frankrijk
- Wereldkampioenschap voetbal: 1998

Individueel
- Division 1 Gouden Schoen: 1996/97, 1997/98
- UEFA Cup Gouden Schoen: 1997/98

Onderscheidingen
- Chevalier of the Légion d'honneur: 1998